# Eimeria brunetti
Eimeria brunetti należy do królestwa protista, rodziny Eimeriidae, rodzaj Eimeria. Wywołuje u kur chorobę pasożytniczą - kokcydiozę. Eimeria brunetti pasożytuje w jelicie cienkim oraz jelicie grubym.